# Guillaume Moro
Guillaume Moro, né le 21 novembre 1994, est un grimpeur de vitesse français. Il est l'actuel détenteur du record de France d'escalade de vitesse.

## Biographie
Guillaume Moro obtient sa première médaille internationale en senior en étant médaillé de bronze en vitesse aux Championnats d'Europe d'escalade 2022 à Munich.
Le record personnel de Guillaume Moro sur la voie officielle de vitesse était de 5,112 depuis le 15 février 2025.
Guillaume est licencié au club Vertige depuis le début de sa carrière.

## Palmarès
- Catégorie cadets
  - 2010 :
    - médaille d'argent en coupe de France à Chambéry[5],
    - médaille d'or en coupe de France à Arnas,
    - médaille de bronze au classement général des coupes de France,

  - 2011 : 
    - médaille d'or en coupe d'Europe à Friedrichshafen[6],
    - médaille d'argent en coupe d'Europe à Édimburg[7],
    - champion de France à Arnas[8],
    - médaille d'or en coupe de France à Échirolles,
    - médaille d'argent en coupe de France à Riom,
- Catégorie juniors
  - 2012 : 
    - médaille de bronze en coupe d'Europe à Édimburg[9],
    - médaille d'argent au championnats de France à Thionville[10],
    - médaille d'or en coupe de France à Voiron,
    - médaille de bronze en coupe de France à Échirolles,

  - 2013 : médaille de bronze en coupe d'Europe à Imst[11]
- Catégorie séniors
  - 2014 :
    - médaille d'argent en coupe de France à Valence[12],
    - médaille d'argent en coupe de France à Gémozac,
    - médaille d'argent au classement général des coupes de France de vitesse,

  - 2015 :
    - médaille de bronze en coupe de France à Échirolles[13],

  - 2016
    - médaille de bronze au championnat de France à Voiron[14],
    - médaille de bronze en coupe de France à Massy,
    - médaille d'or en coupe de France à Échirolles,

  - 2017 : 
    - champion de France d'escalade de vitesse dans le format classique[15] et format record[16] à Saint-Étienne,
    - médaille d'or en coupe de France à Arnas,
    - médaille d'or aux Jeux mondiaux militaires d'hiver de 2017 à Sotchi[17],

  - 2018
    - médaille d'argent au championnat de France de vitesse au format record à Niort[18]

  - 2019
    - médaille d'argent au championnat de France de vitesse à Massy[19],

  - 2021 : 
    - médaille d'or en coupe d'Europe à Innsbruck[20],

  - 2022 : 
    - médaille de Bronze aux championnats d'Europe à Munich[21],
    - médaille d'or en coupe de France à Anse[22],
    - médaille d'or en coupe de France à Besançon,

  - 2023 :
    - médaille d'argent au championnat du monde militaire à Koper (Slovénie)[23],

  - 2025 :
    - médaille d'or en coupe de France à Valence[24],[25],

## Records
- Record de France d'escalade de vitesse avec 5,112s à Valence le 15 février 2025[3], améliorant le précédent record de Bassa Mawem (5,16s en août 2024). Record battu par Pierre Rebreyend à Chamonix le 11 juillet 2025[26]